# Pas przeworski

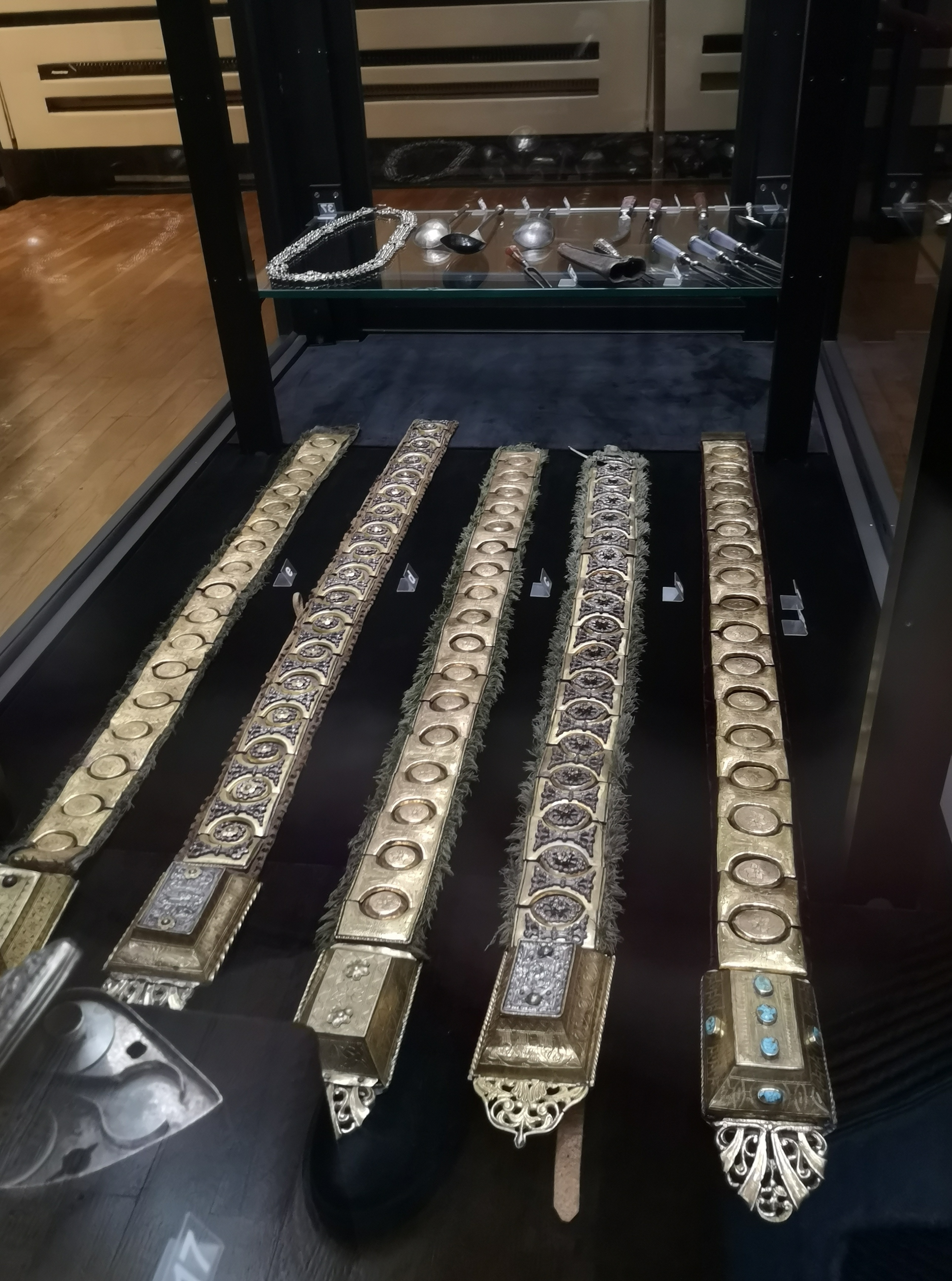
Pasy przeworskie

Pas przeworski – metalowy pas polski, odmiana pasów segmentowych.
Pas przeworski wykonany był ze skóry, charakteryzował się zamocowanymi blaszkami (mosiężnymi lub metalowymi). Na pasie umieszczone były elementy okrągłe na przemian z prostokątnymi o wklęsłych krótszych krawędziach połączone za pomocą blaszek międzytarczkowych. Blaszki te były złocone i kameryzowane (wysadzane szlachetnymi kamieniami) oraz ozdabiane metalowym ornamentem roślinnym.
Pas przeworski zapinany był na sporych rozmiarów klamrę o kształcie ostrosłupa ściętego z prostokątną podstawą Klamrę zdobioną rytym ornamentem i kameryzacją.
Pas tego typu w epoce ich powstawania określano jako obręcz.
Nazwa przeworski pochodząca z XIX w. jest myląca, ponieważ w Przeworsku nie wytwarzano tego typu pasów.